# Jakob Migenda
Jakob Migenda (* 21. Juli 1994) ist ein deutscher Politiker (Die Linke). Er ist seit 2022 Landesvorsitzender von Die Linke Hessen.

## Werdegang
Migenda studierte Politische Wissenschaften und Politische Theorie in Frankfurt am Main und Darmstadt. Er war Bundesvorstand des Studierendenverbandes Die Linke.SDS. Mittlerweile arbeitet Migenda als Campaigner bei Attac.
Von 2017 bis 2019 war Migenda Bundessprecher von Linksjugend solid. Er arbeitete als Redaktionsmitglied der von der Sozialistischen Linken herausgegebenen Zeitschrift realistisch und radikal und war Schatzmeister im Die-Linke-Kreisverband Darmstadt. Im Oktober 2022 wurde Migenda gemeinsam mit Christiane Böhm zum Landesvorsitzenden von Die Linke Hessen gewählt; seit September 2024 bekleidet er das Amt zusammen mit Desiree Becker. Bei der Bundestagswahl 2025 kandidierte Migenda für das Direktmandat im Wahlkreis Darmstadt.
Migenda ist Vorstand des Fördererkreises demokratischer Volks- und Hochschulbildung (FdVH) und Leiter der Darmstädter Lokalgruppe des Clubs der Ehemaligen der Deutschen SchülerAkademien (CdE).

## Politische Positionen
Migenda setzt sich für den Erhalt des Fechenheimer Walds ein.

## Veröffentlichungen
- Die Matrix hinter den Dingen. In: Z. Zeitschrift Marxistische Erneuerung. Nr. 111, September 2017, S. 17–19 (zeitschrift-marxistische-erneuerung.de).